# Gamochaeta erythractis
Gamochaeta erythractis là một loài thực vật có hoa trong họ Cúc. Loài này được (Wedd.) Cabrera mô tả khoa học đầu tiên năm 1978.